# ووجیمیش استفانسکی
ووجیمیش استفانسکی (انگلیسی: Włodzimierz Stefański؛ زادهٔ ۲۰ نوامبر ۱۹۴۹) بازیکن والیبال اهل لهستان بود.
از باشگاه‌هایی که در آن بازی کرده‌است می‌توان به باشگاه فوتبال لگیا ورشو اشاره کرد.